# Rye Brook Open
Il Rye Brook Open è stato un torneo di tennis facente parte del Grand Prix
giocato dal 1987 al 1988 a Rye Brook negli Stati Uniti su campi in cemento.

## Albo d'oro

### Singolare
| Anno | Vincitore      | Finalista       | Punteggio     |
| ---- | -------------- | --------------- | ------------- |
| 1987 | Peter Lundgren | John Ross       | 6–7, 7–5, 6–3 |
| 1988 | Milan Šrejber  | Ramesh Krishnan | 6–2, 7–6      |

### Doppio
| Anno | Vincitori                  | Finalisti                      | Punteggio     |
| ---- | -------------------------- | ------------------------------ | ------------- |
| 1987 | Lloyd Bourne Jeff Klaparda | Carl Limberger Mark Woodforde  | 6–3, 6–2      |
| 1988 | Andrew Castle Tim Wilkison | Jeremy Bates Michael Mortensen | 4–6, 7–5, 7–6 |